# 六膛火箭發射器
六膛火箭發射器（又名15公分41年式噴煙者）是德國在第二次世界大戰期間使用的一種多管火箭炮。由於凡尔赛条约禁止生產、儲存化學武器，德軍改變了其名稱。15公分41年式煙幕發射器為噴煙者中最著名的一種，較常見的名稱為六管火箭炮。它服役於德國的化學部隊（德語：Nebeltruppen）。就像美國的化學部隊一樣，德國的化學部隊主要把它來送遞氣體或煙霧，爆炸性彈藥反而較少。

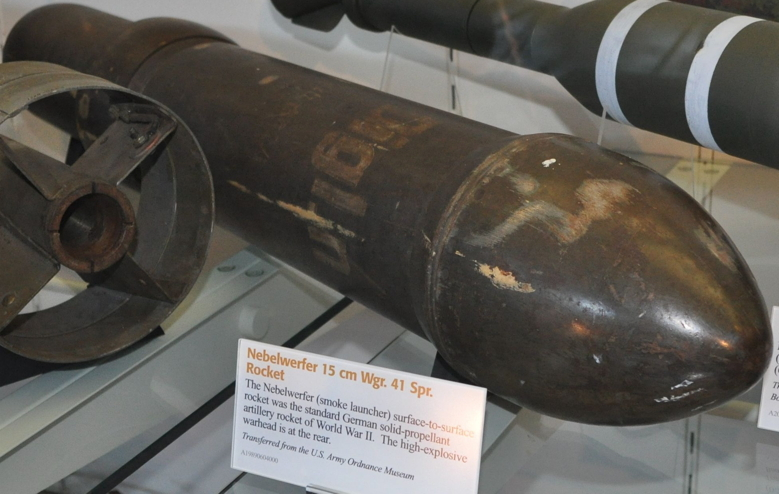
15公分41年式噴煙者的彈頭

火箭的研發由20世紀20年代開始，三十年代中後期達到了其頂峰。這為化學部隊提供了同時送遞大量毒氣或煙霧的機會。噴煙者系列中第一個火箭炮，於1940年，法國戰役之後，送到了士兵的手上。它就像幾乎所有德國火箭的設計，使用了膛線來提高準確性。15公分41年式噴煙者的六管火箭發射器安裝在3.7厘米PaK 36反坦克炮的砲架上，其火箭彈射程可達6900公尺。戰爭期間，近六千具發射器和五百五十萬發火箭彈被製造出來。

## 外部連結
- 1945年3月美國關於德國的火箭和無後坐力武器的情報公報 （页面存档备份，存于）
- 15公分41年式Nebelwerfer （页面存档备份，存于）1945年，敵人兵器目錄。